# ضم العلويين لوجدة (1647)
ضم العلويين لوجدة هو حدث وقع سنة 1647، حيث كان هناك صراع بين القوات الشريفية بقيادة الشريف العلوي محمد بن الشريف، وإيالة الجزائر. وأدى هذا الصراع إلى استيلاء العلويون على مدينة وجدة، الذين كانوا آنذاك قوة سياسية متنامية في المغرب الأقصى.

## سير الأحداث
بعد ضم سجلماسة  وهزيمته أمام الدلائيين في فاس  ، قرر مولاي محمد توجيه نظره نحو المناطق التي تخضع للعثمانيين.
حوالي عام 1647، قام مولاي محمد بالدخول إلى منطقة وادي ملوية، ووصل إلى سهل أنكاد. وأخضع قبائل العرب المتواجدة بها. وبدعمهم، قام بغزو ونهب ثم اخضاع بنو يزناسن الذين كانوا في ذلك الوقت تحت السيطرة العثمانية.  وعند عودته محملاً بالغنائم، توقف أمام وجدة التي كانت تحت سيطرة العثمانيين. وبدعم جزء من السكان الرافضين للحكم العثماني، هاجم مولاي محمد المدينة واستولى عليها، ثم طرد جميع الموالين للعثمانيين من المدينة.
بعد هذا ضم وجدة وحملة وهران عام 1647، تحددت الحدود بين العلويين، الذين يتمركزون في سجلماسة، وإيالة الجزائر بوادي تافنة لفترة من الوقت.